# Monteferrante
Monteferrante é uma comuna italiana da região dos Abruzos, província de Chieti, com cerca de 190 habitantes. Estende-se por uma área de 15 km², tendo uma densidade populacional de 13 hab/km². Faz fronteira com Castiglione Messer Marino, Colledimezzo, Montazzoli, Pietraferrazzana, Roio del Sangro, Villa Santa Maria.

## Demografia
| Variação demográfica do município entre 1861 e 2011                               |
|                                                                                   |
| Fonte: Istituto Nazionale di Statistica (ISTAT) - Elaboração gráfica da Wikipedia |